# Угорницька сільська рада (Коломийський район)
| Угорницька сільська рада — орган місцевого самоврядування у Коломийському районі Івано-Франківської області з адміністративним центром у с. Угорники. Історична дата утворення: в 1940 році. Водоймища на території, підпорядкованій даній раді: річки Сербіль, Опрашина. Сільській раді підпорядковані населені пункти: - с. Угорники |

## Склад ради
Рада складається з 18 депутатів та голови.

### Керівний склад ради
| ПІБ                  | Основні відомості | Дата обрання | Дата звільнення |
| -------------------- | ----------------- | ------------ | --------------- |
| Савчук Олег Іванович | Сільський голова  | 2015         |                 |

Примітка: таблиця складена за даними джерела